# Diga di Onaç I
La diga d'Onaç I è una diga della Turchia che serve da tampone per evitare le esondazioni. La diga fu costruita per motivi di irrigazione. Si trova nella provincia di Burdur.